# 압둘 하피즈 고가

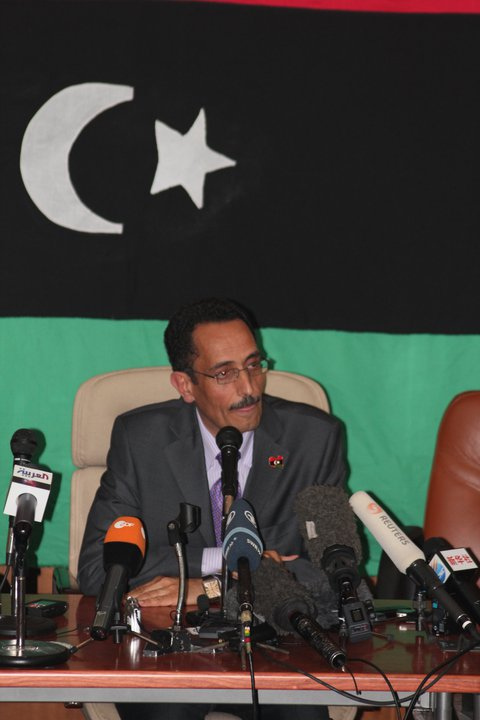
압둘 하피즈 고가

압둘 하피즈 고가(Abdul Hafiz Ghoga, Ghogha, Abdelhafed Abdelkader Ghoga, عبد الحافظ غوقة)는 리비아의 인권 변호사로, 2011년 리비아 내전 중 벵가지에 형성된 리비아 과도국가위원회의 대변인을 맡고 있다.